# Puya alpestris
Puya alpestris är en gräsväxtart som först beskrevs av Eduard Friedrich Poeppig, och fick sitt nu gällande namn av Claude Gay. Puya alpestris ingår i släktet Puya och familjen Bromeliaceae. Inga underarter finns listade i Catalogue of Life.

## Bildgalleri

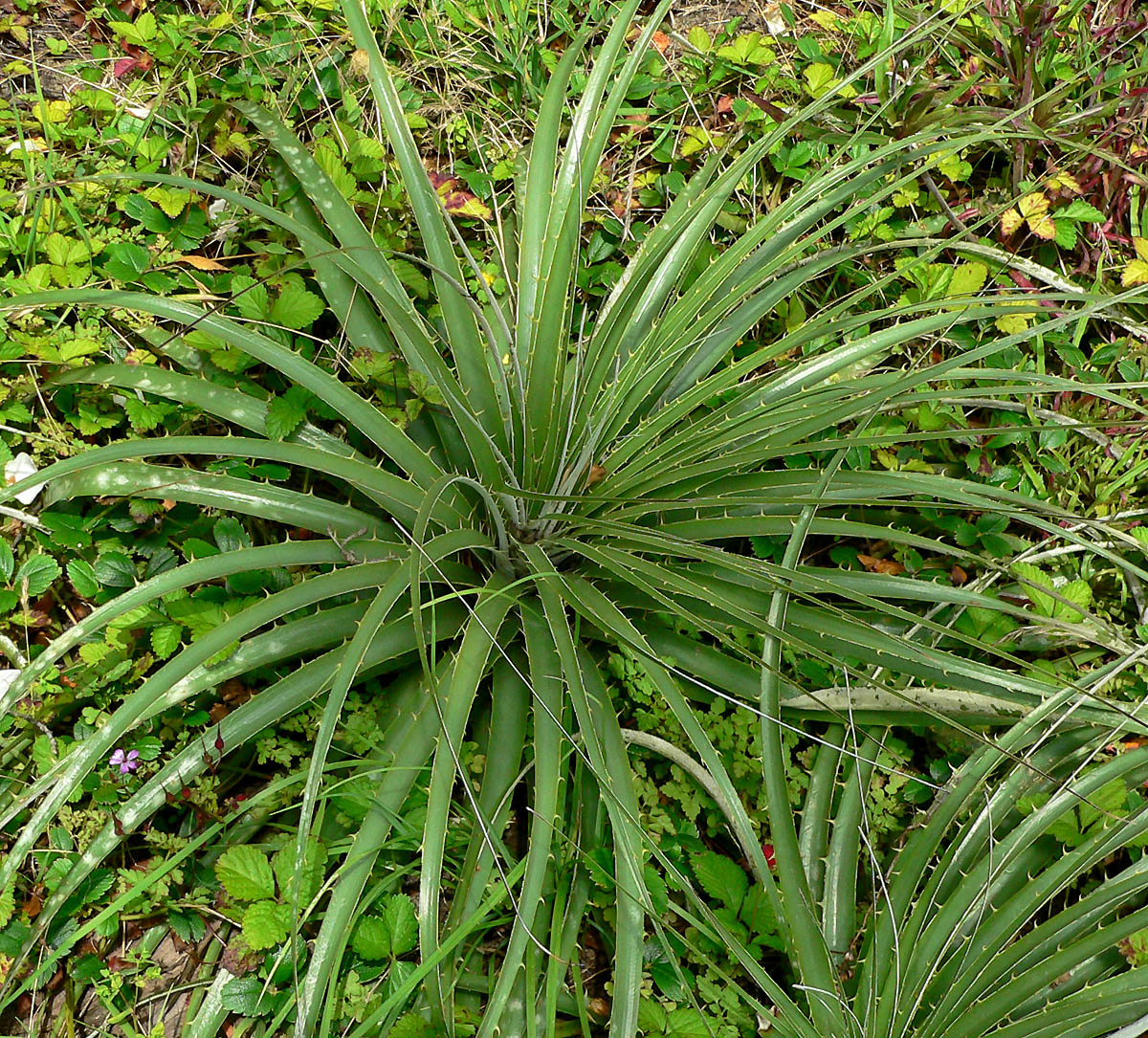
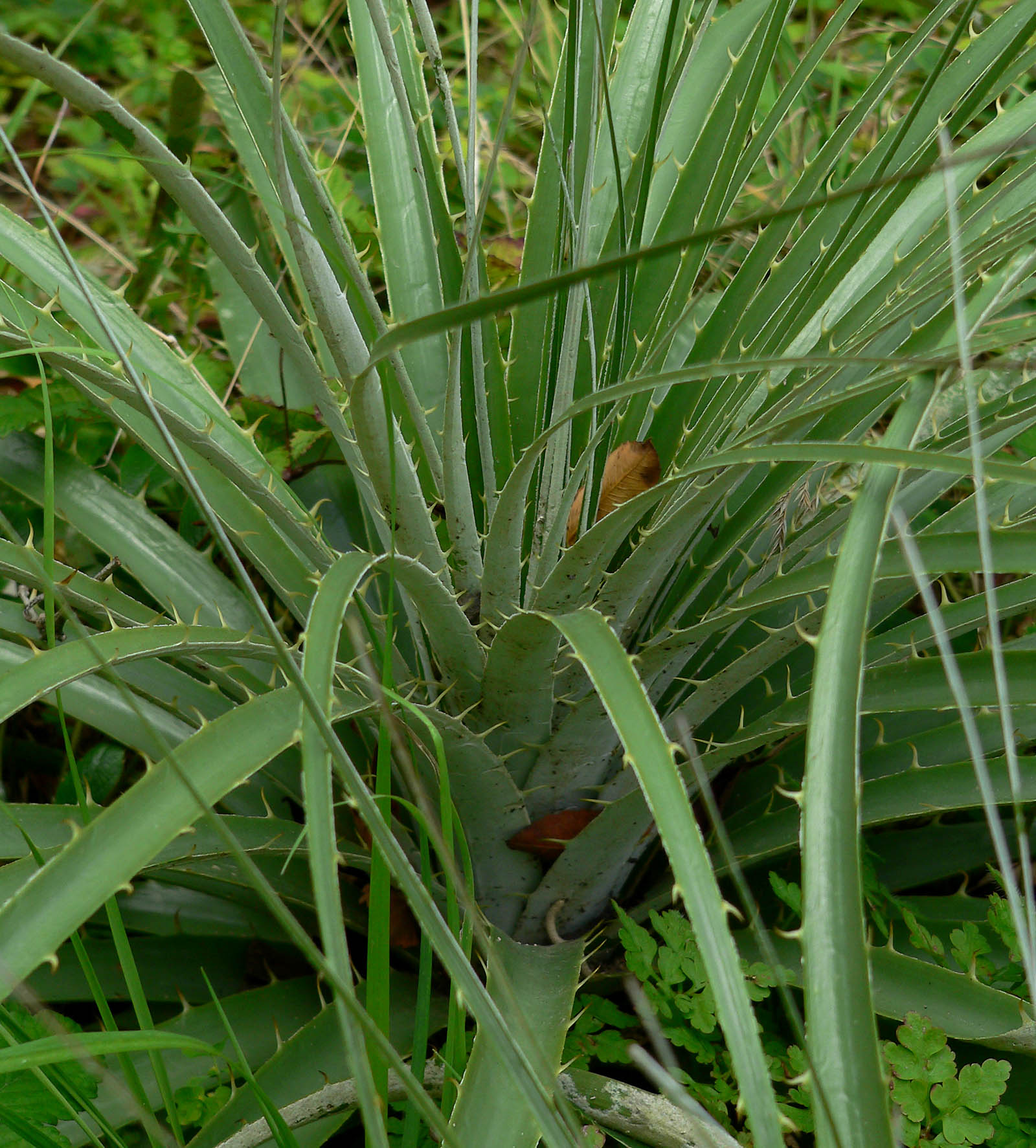
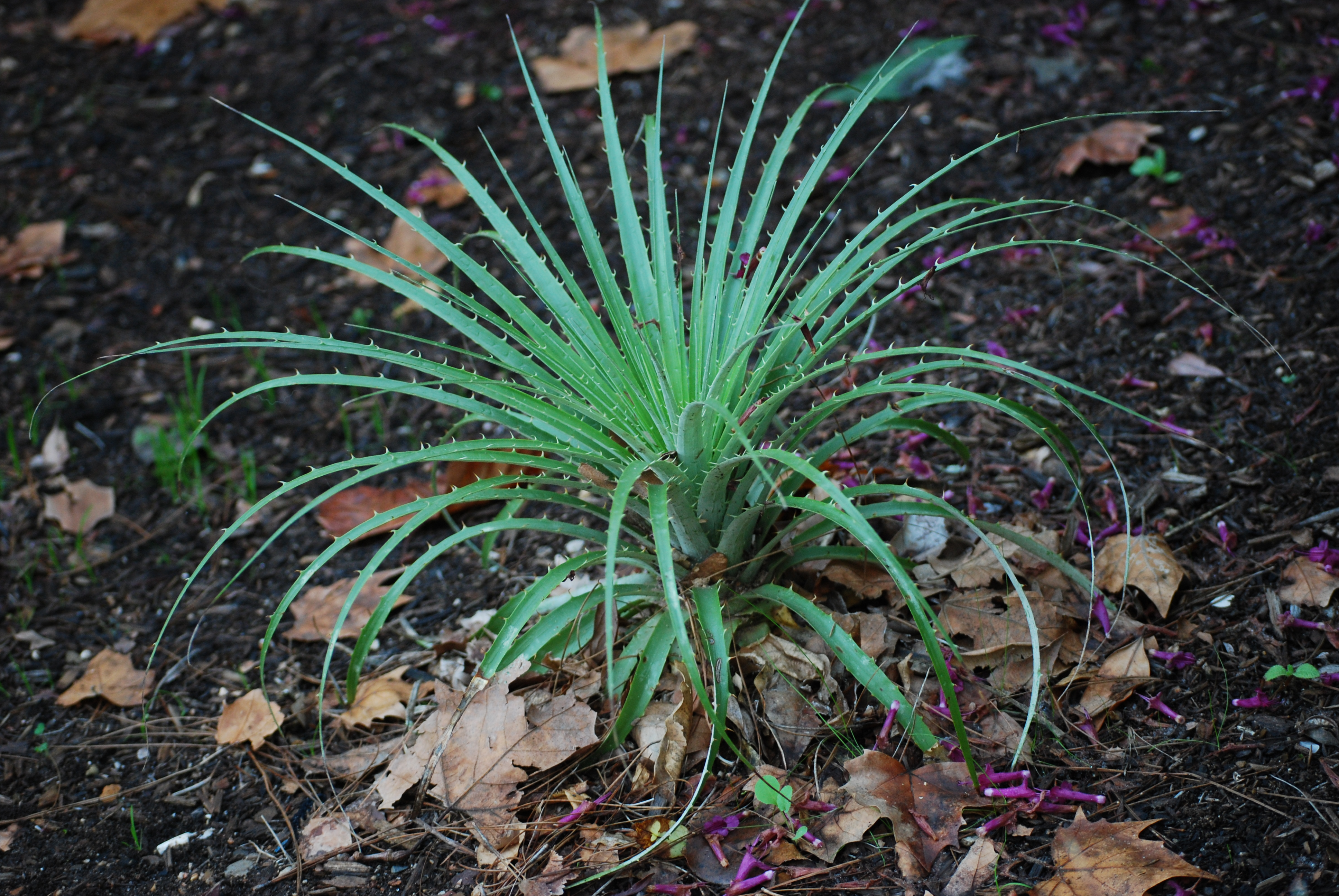
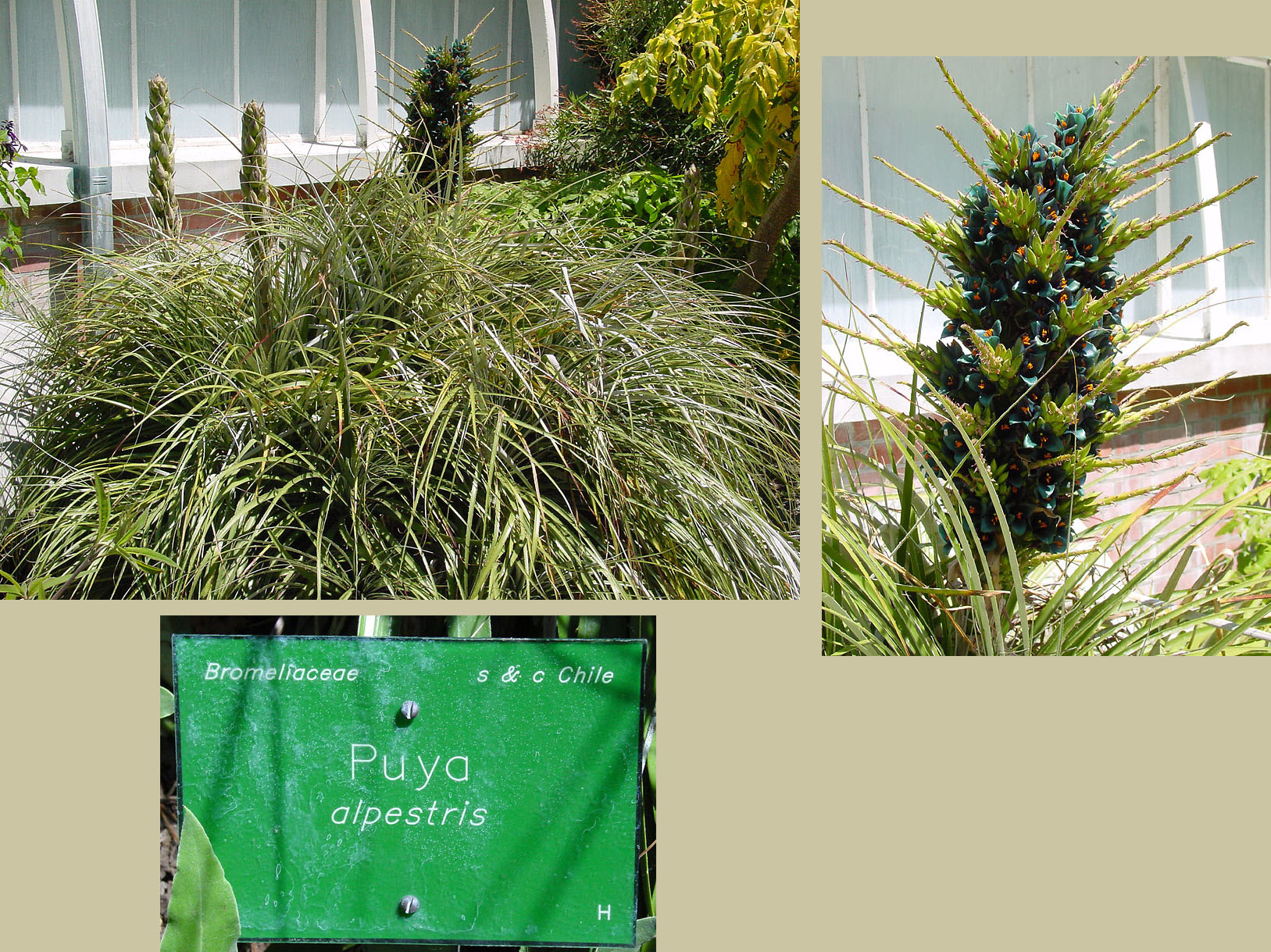
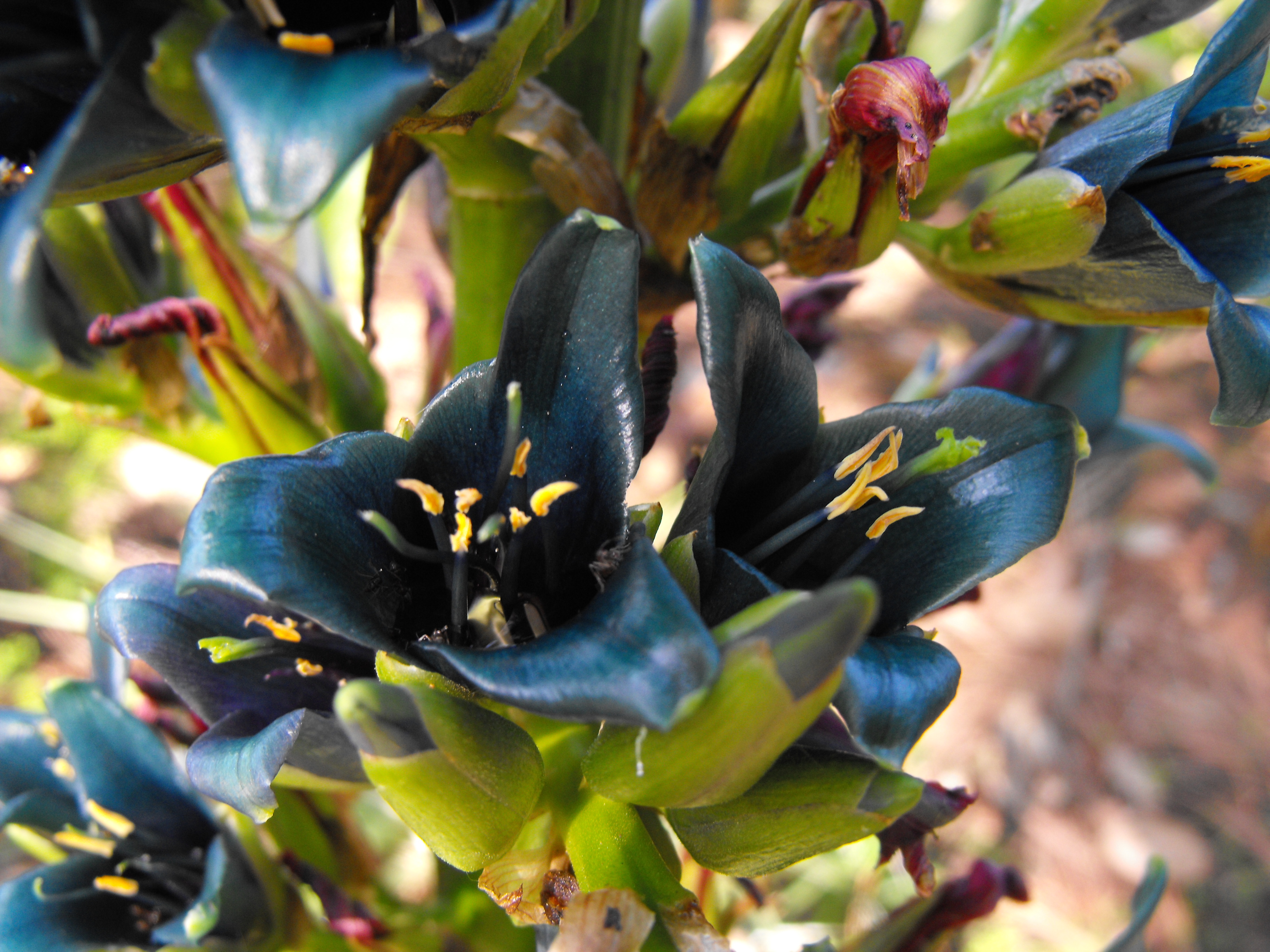
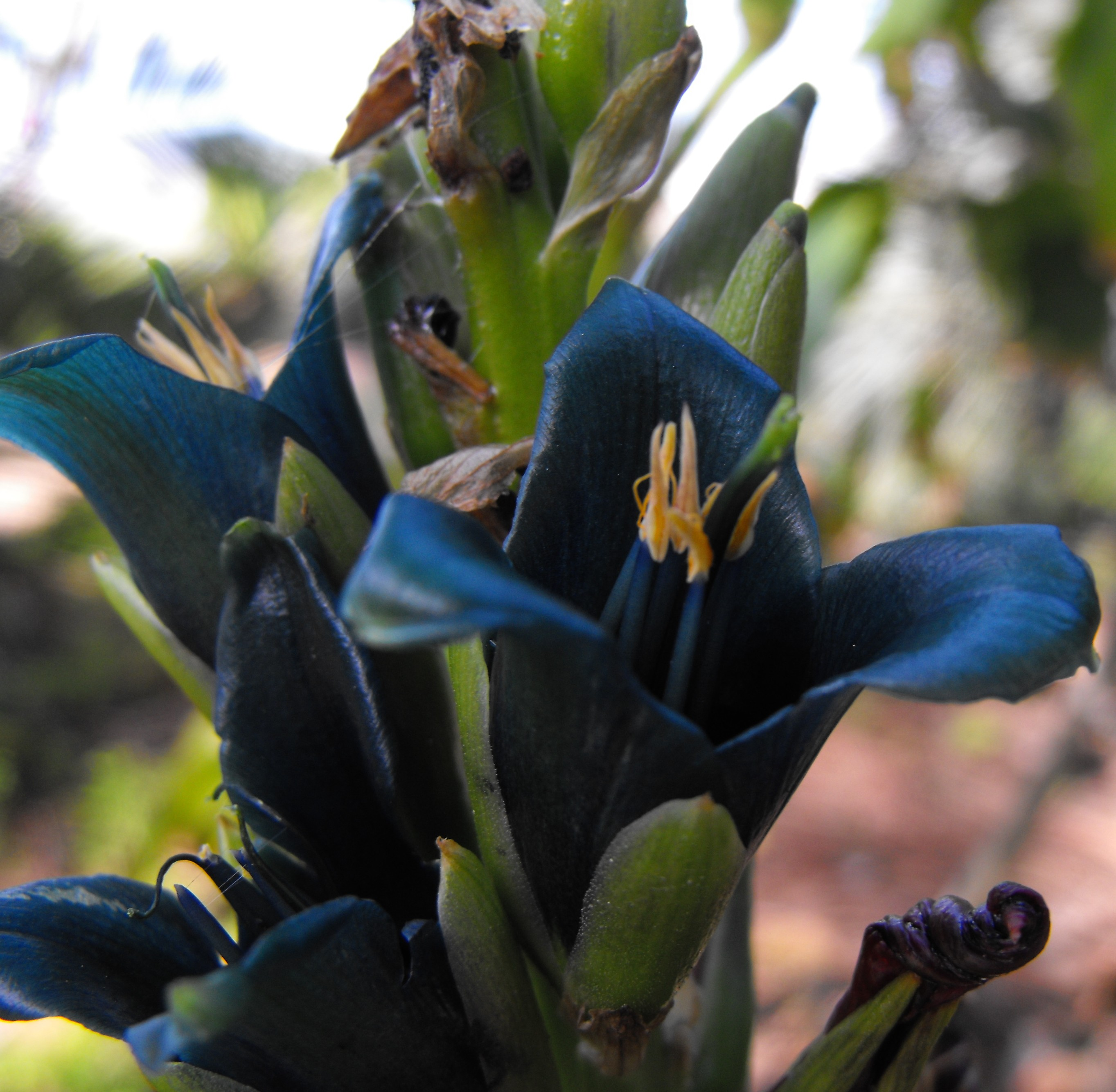